# Крецово
Крецово (на гръцки: Χορήγιο или Χορήγι, Хоригио или Хориги, катаревуса Χωρύγιον, Хоригион, до 1926 година Κιρίτζ или Κερέτζ, Киридз или Кередз) е село в Егейска Македония, Гърция, дем Кукуш, област Централна Македония с 919 жители (2001).

## География
Селото е разположено на около 12 километра западно от демовия център Кукуш (Килкис).

## История
На хълма Лазарица северозападно от Крецово са открити останките на античен град, обявен в 1986 и 1996 година за паметник на културата. Исторически останки има и в местността Киреч.

### В Османската империя
В съдебен процес от 1724 година, в който се разглежда оплакване на жителите на Авретхисарска каза срещу злоупотреби от страна на аяни при събирането на данъци, село Киреч е представлявано от своя кмет или пълномощник Вельо, син на Пеце.
В XIX век Крецово е българско село в Авретхисарската каза на Османската империя. Църквата „Свети Георги“ е от 1814 година. В „Етнография на вилаетите Адрианопол, Монастир и Салоника“, издадена в Константинопол в 1878 година и отразяваща статистиката на населението от 1873 година, Крецово (Cretzovo) е посочено като селище в каза Аврет Хисар (Кукуш) с 66 домакинства, като жителите му са 310 българи.
Според статистиката на Васил Кънчов („Македония. Етнография и статистика“) в 1900 година Крецово (Киреч) е село в Кукушка каза с 500 жители българи християни.
До Илинденското въстание Крецово е чифлик. След въстанието селото е откупено изцяло.
Населението на селото е под върховенството на Българската екзархия. По данни на секретаря на Екзархията Димитър Мишев („La Macédoine et sa Population Chrétienne“) в 1905 година Крецово (Kretzovo) е село в Кукушка каза с 600 души българи екзархисти, в което работи българско училище.
По време на Хуриета през първата половина на 1909 година в селото е основано бюро (клон) на Съюза на българските конституционни клубове.

### В Гърция
В 1913 година селото попада в Гърция. Населението му се изселва в България и на негово място са настанени гърци бежанци. През 1926 година селото е прекръстено на Хориги. В 1928 година селото е изцяло бежанско със 133 семейства и 453 жители бежанци.

## Личности
Родени в Крецово
- Гоце Нисторов (1870 – 1905), български революционер
- Никола Георгиев, български революционер от ВМОРО, четник на Кръсто Талев[11]